# شکیب خان
شکیب خان (انگلیسی: Shakib Khan) یک هنرپیشه، و خواننده اهل بنگلادش است. وی از سال ۱۹۹۹ میلادی تاکنون مشغول فعالیت بوده‌است. پس از چندین سال خود را به‌عنوان موفق‌ترین و گران‌ترین هنرپیشهٔ تاریخ فیلم بنگلادش معرفی کرده است. وی جوایز متعددی از جنشواره‌های ملی فیلم بنگلادش کسب کرده است.